# Военно-пропагандистская филателия
Военно-пропагандистская филатели́я — подраздел пропагандистской филателии, охватывающий коллекционирование и изучение фальшивых, пародируемых знаков почтовой оплаты и/или маркоподобных виньеток, издающихся в ходе войн, значимых боевых действий.
В более широком смысле военно-пропагандистская филателия охватывает коллекционирование и изучение любых знаков почтовой оплаты, отправлений и иных артефактов, особенности прохождения почты или сюжеты которых касаются этой темы, а также саму совокупность таковых.

## Цели и задачи
Военно-пропагандистские марки могут быть рассчитаны как на свою, так и на вражескую и/или оппозиционно настроенную аудиторию, а их издателем и распространителем может выступать как государство (обычно в лице своих пропагандистских ведомств и/или спецслужб), так и неправительственные организации и даже частные лица.
Военная пропаганда на вражеской территории
Обычно подобные выпуски марок распространяются на неприятельской территории нелегально и имеют статус подделок (англ. forgeries), фальсификаций (fakes), фантазий или «марок-синдерелл». Случаев прохождения ими почты немного, так как большинство попыток запуска в обращение идентифицируются и ликвидируются почтовыми служащими и/или спецслужбами государства-жертвы. Как следствие, по окончании войны на филателистическом рынке во многих случаях циркулирует большое количество подделок этих подделок.
Тем не менее, в отличие от пропагандистских открыток, пропагандистские почтовые марки благодаря своим небольшим размерам и способности к мимикрии обладают бо́льшим потенциалом проникновения внутрь неприятельских коммуникаций и доступностью для его населения. Такие марки являются одним из действенных орудий в психологических, информационных, идеологических войнах.
Целями подобных эмиссий могут являться:
- понижение, подрыв моральной стойкости, духа, доверия к своим властям среди населения вражеской стороны, посев сомнений в эффективности, легитимности, справедливости правящего режима, адекватности его целей и действий;
- намерения спровоцировать население вражеской стороны на массовые акции неповиновения, саботажа, иные формы активного и пассивного сопротивления правящему режиму;
- переориентация населения вражеской стороны на помощь конкурирующим (внешним и/или внутренним) силам, организация «пятой колонны» — и, тем самым, стимулирование кризиса правящего режима, облегчение себе задачи его смены, победы своих идей, установления своих идеологических норм;
- подрыв доверия населения и дезорганизация нормальной работы государственных почтовых учреждений противостоящей стороны;
- отказ от спонсирования почтовой системы врага с помощью оплаты почтовых сборов своими резидентами при пересылке их корреспонденции.

Патриотическая военная пропаганда
Целью подобных эмиссий как правило является мобилизация, сплочение своего населения при отпоре врагу, напоминание о базовых общественных ценностях, повышение морального духа, доверия существующей власти.
Пропагандистскую филателию не следует смешивать с совокупностью знаков почтовой оплаты с политическими сюжетами — официальными выпусками, легально распространяющимися почтовыми учреждениями той или иной страны на своей территории. Этим грешит часть западных филателистических источников, порой механически относящих к «пропаганде» все политические выпуски почтовых марок недемократических режимов, но отказывающиеся признать таковыми аналогичные эмиссии своих стран (непочтовая их часть обычно именуется ими «постерными марками»). Ряд других источников предпочитает подразделять подобные знаки почтовой оплаты на «белую» и «чёрную» пропаганду.
Между тем, в пределе любая почтовая марка носит пропагандистский характер, так как несёт на себе как минимум текст названия издавшего её государства и наименование его валюты — тем самым она, независимо от темы, которой посвящена, агитирует за существующие в стране порядки, режим. Тем более не может не быть в широком смысле пропагандистской марка с политическим сюжетом, особенно в военное время. Поэтому распространение понятия пропагандистской филателии на официальные государственные почтовые эмиссии де-факто выхолащивает его, делая неотличимым от темы «политическая филателия».
Обычно военно-пропагандистские марки рассматривают в хронологическом порядке. Ниже рассказывается о некоторых наиболее известных таких эмиссиях.

## История

### Первая мировая война
В период Первой мировой войны противоборствующие державы ограничивались, в основном, фальсификацией почтовых марок противника — как с целью дестабилизации его почтовых коммуникаций, так и с целью оптимизации массовых рассылок пропагандистских материалов через своих резидентов, чтобы закупки соответствующих почтовых марок для франкировки писем не вызывали подозрений у вражеских спецслужб.
Из пропагандистских эмиссий можно отметить печать союзниками по Антанте в 1914—1918 годах в Италии так называемых «провизориев Карисимби» («Karissimbi provisionals») — тиражей фальшивых марок Германской Восточной Африки образца 1905 года низких номиналов (коричневая — 2,5 геллера, зелёная — 4 геллера, красная — 7,5 геллера, голубая — 15 геллеров и фиолетовая — 30 геллеров). Как и в оригиналах из серии «Яхта „Гогенцоллерн“», на рисунке было изображено одноимённое судно, но марки имели увеличенный размер (3 × 4 см вместо 2 × 2,5 см) и сопровождались надпечаткой «G. E. A. British Occupation» и новыми номиналами — 12, 3, 6, 15 и 25 центов. Идея выпуска заключалась в деморализации противника: в реальности германские колониальные почтовые марки никакими оккупационными британскими надпечатками не снабжались.
В декабре 1914 года во французской газете «Le Matin» («Утро») были сфабрикованы иллюстрации германских почтовых марок известной серии «Germania», надпечатанной «Schweiz 10 (или 25) centimes» — что должно было свидетельствовать о подготовке Германии к захвату Швейцарии. Посольству Германии в Берне пришлось спешно опровергать «информацию».
Известна и пропагандистская британская серия «Помните» («Remember»), посвящённая потоплению пассажирского корабля «Лузитания» германской подлодкой в мае 1915 года (в дизайне по мотивам германских колониальных почтовых марок) и казни Эдит Кейвелл, медсестры, которая скрывала от оккупантов и тайно переправляла на родину раненых британских солдат в занятой немцами Бельгии. Эдит была поймана, приговорена к смерти и в октябре 1915 года расстреляна. Британцы использовали медсестру Кейвелл как образ мученицы в пропагандистских целях: в течение двух месяцев после её смерти поток добровольцев в армию союзников удвоился, а общественное мнение нейтральных стран (особенно США) радикализировалось, что помогло вовлечь США в войну на стороне Антанты.
Широко развернулась в этот период и частная патриотическая инициатива. Наиболее известны так называемые «виньетки Деландрэ» (фр. «les vignettes Delandre»), в больших количествах распространявшиеся в 1914—1918 годах среди солдат армии Франции и её союзников.
Эти пропагандистские марки охотно использовались ими для украшения своих писем домой. Виньетки посвящались конкретному боевому соединению, и их успех был в направленности на целевую аудиторию. Тиражировал их Гастон Фонтаниль (Gaston Fontanille), до того неоднократно попадавший в тюрьму из-за мошенничеств: он, например, регистрировал предприятия, в совет директоров которых записывал влиятельных лиц, не подозревавших об этом.
С началом войны Гастон, переименовавший себя в Деландрэ, заказал нескольким художникам красочные виньетки и открыл магазин по их продаже. Многие марки выпускались им как с перфорацией, так и без неё, иногда в нескольких цветовых сочетаниях и без цвета. Когда военная цензура запретила ему распространение марок среди солдат, Деландрэ стал продавать их широкой публике расфасованными в пакеты.
Популярность виньеток Деландрэ привлекла в число его партнёров французский Красный Крест — однако быстро выяснилось, что предприниматель целиком прикарманивал полученную от продажи прибыль, несмотря на заявленный благотворительный характер эмиссий. Деландрэ был арестован в июне 1917 года и в 1923 году умер в тюрьме. В среднем виньетки Деландрэ ныне котируются по $4—5, но редкие разновидности порой стоят значительно дороже.
Германская сторона отвечала на всё это прямолинейно — распространением патриотических виньеток с популярным в своей армии слоганом «Боже, покарай Англию!» (нем. Gott strafe England!) Впервые эта фраза прозвучала в стихотворении Эрнста Лиссауэра «Песнь ненависти к Англии», больше известном под названием «Гимн ненависти».

### Гражданская война в России
Среди военно-пропагандистских выпусков, появившихся в период Гражданской войны в России, можно указать на так называемую «генеральскую» серию, которая состояла из семи марок.
Это был агитационно-фантастический выпуск, выполненный способом типографской печати на мелованной бумаге. Марки были отпечатаны предположительно в 1920 году за рубежом.

### Вторая мировая война
Вторая мировая война вызвала расцвет пропагандистских марок-пародий. Цели марок-пародий не отличаются от целей любых других военно-пропагандистских марок. Однако первые пытаются добиться их не «в лоб» с помощью прямых призывов, а косвенно, через иронию, насмешку, сатиру — впрочем, не настолько тонкую, чтобы рисковать остаться непонятой рядовым получателем письма с такой маркой.
Сюжеты англо-американских пропагандистских марок, созданных, в основном, в рамках спецоперации «Кукурузные хлопья» (en:Operation Cornflakes), в основном, представляли собой очернительство конкретных персон, вождей Третьего рейха. Нацистская марочная пропаганда, созданная в ходе реализации мероприятий под кодовым названием «Операция Эндрю» (позже названная «Операцией Бернхард»), как правило, предпочитала более обобщённое высмеивание идеологических установок союзных стран. Её ходовые темы — союз капиталистов с большевиками, юдофобия, масонский заговор. На своих марках-пародиях Берлин хвастался военными победами, англо-американцы этого старались избегать (любая победа влечёт неизбежные жертвы среди гражданского населения).
Совокупно за период войны было выпущено более трёхсот различных пропагандистских марок. Немцы пародировали британские коммеморативные и стандартные почтовые марки. Британцы фальсифицировали и пародировали почтовые марки Германии, вишистской Франции, Италии, Марокко, Голландии, Норвегии и Генерал-губернаторства (часть Польши под управлением марионеточного режима). Американцы пародировали почтовые марки Германии и Японии, французские налоговые марки и партийные марки НСДАП. В СССР практиковали короткое время в 1941 году выпуск пропагандистских открыток, на обороте которых приходилось печатать фальшивые оттиски стандартных почтовых марок рейха.

#### Англо-американские марки-пародии

##### Для Третьего рейха
Основные производственные мощности, использовавшиеся союзниками для изготовления фальшивых и пародийных марок, а также валюты и документов стран Оси, находились в Вашингтоне, Лондоне, Швейцарии и — с 1943 года — Италии. Кроме того, возможно, задействовалась небольшая профильная типография в Стокгольме, но об этом мало известно.
Наиболее известны пародии стандартной почтовой серии Третьего рейха 1941 года с профилем Адольфа Гитлера. Американцами были выпущены марки номиналами в 6 и 12 пфеннигов (Sc #510 и 511B) — где голова Гитлера превращалась в череп, а вместо обычной надписи Deutsches Reich («Германский Рейх») было напечатано Futsches Reich («Пропащий Рейх»).
Идея такого выпуска первоначально родилась у англичан. Тираж марок был контрабандой ввезён и распространён в Германии через оккупированную немцами Голландию. В ходе операции «Кукурузные хлопья» союзники подбрасывали пропагандистскую почту, франкированную этими марками, к почтовым вагонам разбомбленных и сошедших с рельсов германских железнодорожных поездов — с таким расчётом, чтобы она позже собиралась и рассылалась немцами вместе с настоящей.
Нынешняя каталожная цена одного подлинного «Гитлера-черепа» примерно 25 долларов США, но подавляющее большинство (порядка 90 %) из циркулирующих на филателистических рынках — послевоенные фальшивки.
Более трагичной для самих инициаторов едва не оказалась ещё одна затея британских спецслужб — фальшивые марки с портретом рейхсфюрера СС Генриха Гиммлера, фабриковавшиеся на основе стандартной гитлеровской серии в 1942—1944 годах. Идеей англичан было сыграть на паранойе Адольфа Гитлера, внушив ему опасения, что его ближайший сподвижник хочет стать фюрером и готовит переворот.
Легенда звучала красиво: Гиммлер, будучи страстным филателистом, из тщеславия заранее приказал тайно напечатать почтовые марки со своим изображением, чтобы они были готовы ко дню его триумфального воцарения в Рейхе. Но из-за ошибки какого-то чиновника несколько листов марок были преждевременно разосланы по почтовым отделениям и, несмотря на усилия гестапо, их не удалось вовремя изъять из продажи.
Были предприняты значительные усилия по распространению марок Гиммлера на письмах и обёртках газет по всей Германии и даже подписчикам немецкой прессы в Швеции и Швейцарии. Но никто не увидел в подмене портрета ничего необычного — фальшивка оказалась слишком похожа на оригинал, а популяризация нацистских вождей находилась в штатном русле пропаганды Рейха. Некоторый шум поднялся лишь после того, как британские агенты напрямую продали несколько конвертов с маркой Гиммлера марочным дилерам в Стокгольме и Цюрихе и сведения о ней, наконец, просочились в нейтральную прессу. Операция закончилась провалом.
Послевоенные архивные исследования показали, что образцы марки-пародии были доставлены Гиммлеру и он принял ответные меры: осенью 1943 года началась операция «Водяной знак» (Unternehmen Wasserwelle) по созданию и внедрению немецких пародий британских почтовых марок.
Кроме того, хоть англичанам и не удалось ввести в заблуждение немцев, однако в легенду поверили не поставленные в курс дела союзники-американцы — существуют свидетельства о внутренней секретной переписке американских спецслужб, на каком-то этапе всерьёз рассматривавших факт появления марки Гиммлера как свидетельство сильного антигитлеровского подпольного движения в Рейхе.
После разгрома в августе 1944 года офицерского заговора с целью убийства Гитлера англичане в ноябре выпустили пародию на тёмно-красную почтовую марку 1943 года номиналом в 24 + 26 пфеннигов, выпущенную в честь годовщины нацистского «пивного путча» 1923 года (Sc #B250) — но с портретом повешенного Гитлером организатора заговора генерал-фельдмаршала Эрвина фон Вицлебена (Erwin von Witzleben). Текст: «Gehängt 8 Aug 1944 und ihr habt doch gesiegt» («Повешен 8 августа 1944, но несмотря на всё вы победитель»). Целью выпуска было прославить тех, кто боролся с устроившими «пивной путч», — и тем самым легитимизировать сам метод заговора.
В 1944 году был спародирован и четырёхмарочный почтовый блок, выпущенный в апреле 1937 года ко дню рождения Адольфа Гитлера. И оригинал, и пародия несли девиз «Wer ein Volk retten will kann nur heroisch denken» («Тот, кто хочет спасти свой народ, должен думать героически»), однако в пародийном варианте вместо тёмно-зелёных шестипфенниговых марок с головой Гитлера на каждой марке оказался гитлеровский череп в окружении кладбищенских крестов, а по верхним углам вместо номинала — виселицы. В ходе операции «Кукурузные хлопья» (англ. en:Operation Cornflakes) блоки-пародии были разосланы по украденной базе «похоронок» нескольким тысячам вдов и членов семей немецких солдат, погибших на фронтах. В 1950-х годах при распродаже филателистической коллекции Франклина Рузвельта один такой блок оценивался в 90 фунтов стерлингов.
В декабре 1944 года британцы решили снова поддеть Гиммлера на марке-пародии ноябрьского почтового выпуска нацистской Германии к 21-й годовщине «пивного путча», изобразив его сковывающим гражданина Германии кандалами — что должно было олицетворять Германию в цепях нацизма (на официальной почтовой марке фигурировал орёл, терзающий многоголового змея (Sc #B289)), а вместо фразы «Помним 9 ноября 1923!» появилось «Помним 30 января 1933!» (дата прихода к власти нацистов).
В период Второй мировой войны известен и ряд пародийных выпусков марок по частной инициативе — в основном с целью извлечения прибыли. Одна из немногих марок, выпущенных, по-видимому, преимущественно из патриотических чувств, — пародия красно-коричневой германской почтовой марки 1940 года номиналом в 12 + 38 пфеннигов к 51-летию Адольфа Гитлера (Sc #B170). Она репродуцирует известную фотографию фюрера, треплющего по щеке маленькую девочку. На марке-пародии эта девочка чихает в лицо наклонившегося к ней Гитлера, а штатная надпись нем. «Deutsches Reich» преобразована в «Deutsches Ziel» («Немецкая цель»).
Марка была выпущена в Лос-Анджелесе марочным дилером «Лоуренс и Грейвз» (англ. Lawrence & Graves), распространена по филателистическим конторам и филателистам, включая президента США Франклина Рузвельта и премьер-министра Великобритании Уинстона Черчилля. В результате эскизы марки, печатные платы, оставшийся тираж и все сопутствующие материалы были конфискованы правительственными спецслужбами Соединённых Штатов. Правда, несмотря на это, на мировом филателистическом рынке время от времени всплывают экземпляры этого выпуска. Предполагается, что инициаторы кампании, просчитавшие события наперёд, организовали дополнительные эмиссии. Известны гашёные экземпляры на одноцентовых почтовых карточках со штемпелем города Берлин, штат Оклахома, и датой 20 апреля 1943 года (день рождения Гитлера).

##### Для Франции
Британцы в ноябре-декабре 1942 года распространяли в вишистской Франции 30-сантимовую пародию стандартной марки маршала Петена (Sc #428), добавив к нему демоническое изображение премьер-министра (а также министра иностранных и внутренних дел и министра информации) коллаборационистского правительства Пьера Лаваля. По замыслу британцев, это символизировало зависимость Петена от германской политики. Впрочем, Пьер Лаваль прославился позже, своей необычной смертью. С падением режима Виши, он совершил побег в Германию, а затем в Испанию, где был арестован, депортирован в Австрию и выдан союзникам. Лаваль был приговорён к расстрелу в октябре 1945 года. Будучи не в силах выдержать нервное напряжение, накануне казни он принял дозу цианистого калия. Однако ему спасли жизнь, положили в тюремную больницу, где довели до состояния, при котором он смог бы стоять у стенки, — и спустя две недели расстреляли.
Ещё одна реализованная британскими спецслужбами в мае-июне 1942 года идея — фальсификация почтовых марок Французского Марокко номиналами в 50 сантимов и 1 франк (Sc #159A и C21) выпусков 1939—1940 годов и их надпечатывание: нем. «Deutsche Reichspost in Marokko» («Германская имперская почта в Марокко»). Целью чёрной пропаганды являлось стравливание Петена и Лаваля с нацистами — Франция нервно относилась к любым намёкам на подготовку Германии к аннексии её североафриканских владений. Эти марки были отосланы в посольство США в Париже для показа французским коллаборационистам.
От англичан старались не отставать и подпольные группы французского Сопротивления. Отдельные его группы с середины 1943 года выпускали и распространяли марки-пародии стандартного выпуска почтовых марок режима Виши 1941—1942 годов (Sc #445) номиналом в 1,5 франка с профилем Петена, но заменив его генералом де Голлем.
Пародийный выпуск Ниццы был полиграфически выполнен достаточно примитивно, он сохранял оригинальную надпись фр. «Postes françaises» («Французская почта»). Гравёр этих марок-пародий Роберт Тирин (Robert Thirin) позже был выявлен, схвачен гестапо и погиб в феврале 1943 года. Печать марсельского выпуска более качественна, вместо штатной надписи на нём фигурирует «Republique française» («Французская республика»), а де Голль развёрнут анфас. Марки марсельского выпуска печатались в сцепках по три штуки — марка с де Голлем между двумя марками Петена.
Целями выпуска марок-пародий были «булавочные уколы» — спорадические наклейки на магазинных витринах, дверях и стенах домов, заметных объектах городской инфраструктуры. Однако с течением времени франкированная ими, наряду с легальными почтовыми марками, корреспонденция всё более успешно проходила и официальную почту: известны гашения Марселя, Ниццы, Лиона, Парижа и других городов.

##### Для Италии
Англичане пародировали и итальянские почтовые марки. Целью выпуска (предположительно осенью 1943 года) этих пародий было высмеивание «дружбы» Адольфа Гитлера и Бенито Муссолини, демонстрация зависимости политики фашистской Италии от нацистского нацистской Германии.
В первом случае обыгрывалась почтовая марка 1941 года с портретами смотрящих друг на друга вождей (Sc #415). На марке-пародии Гитлер мимикой пугает Муссолини, а оригинальный слоган итал. «Due popoli — Una guerra» («Две нации — одна война») преобразован в «Duo popoli — Un führer» («Две нации — один фюрер»), причём топор в символе итальянских фашистов — фасциях — выщерблен. Считается ценным экземпляром пропаганды в филателии. На последних аукционах 2018 года марка продавалась за 600—700 долларов США.
На второй марке (Sc #416) оригинальный текст «Итальянская почта» («Poste Italiane») заменён немецким нем. «Zwei Volker — Ein Krieg» («Два народа — одна война»).

##### Для Польши
В начале 1943 года со сходными целями компрометации англичане выпустили и марку-пародию Генерал-губернаторства (Польши) 1941 года (Sc #N82) номиналом в 20 грошей, где вместо портрета Гитлера появился Ганс Франк (Hans Frank), генерал-губернатор территории.
Почтовые отправления с этой маркой, наклеенной дополнительно к нескольким обычным, распространялись польскими подпольщиками, связанными с Армией крайовой, в ходе операции «Акция N» (от польского «niemcy», то есть «немцы»).
Конверты адресовывались частным лицам в разных городах оккупированной Польши и содержали агитационные материалы. В настоящее время такой конверт оценивается в 3—6 тысяч долларов США.

##### Для Норвегии
В июне 1941 года британские спецслужбы подготовили для оккупированной Норвегии четыре маркоподобных виньетки для распространения там через сеть своих агентов. Тиражами по 50 тысяч штук эти виньетки были в два этапа (в июле и сентябре) сброшены самолётами над городом Берген.
Пачки с каждым из четырёх сюжетов имели надпись «Это пробный образец для соревнования с почтовыми марками Норвегии. Три других следуют авиапочтой». Часть груза была перехвачена и уничтожена гитлеровцами, однако уцелевшие виньетки вскоре распространились по городам и посёлкам северной Норвегии.
На синей виньетке — голова марионеточного норвежского министра-президента Видкуна Квислинга (норв. Vidkun Quisling) с петлёй вокруг неё, номинал «30 сребреников» и надпись «Vanaere og forakt har Quislings faerd ham bragt» («Поведение Квислинга принесло ему позор и презрение»).
Сюжет красной марки номиналом в 20 эре — моряк-великан, собирающий разбегающихся нацистов в мешок, и надпись «Лофотен 4 марта 1941 / Штрафная контрибуция». Она посвящена успешной высадке британской морской пехоты на Лофотенских островах у северо-западного побережья Норвегии.
Виньетка зелёного цвета в 15 эре изображает тучного немецкого офицера, угоняющего у норвежской крестьянки домашний скот. Надпись «Alt for Tyskland» («Всё для Германии») пародирует королевский лозунг «Всё для Норвегии». На голубой марке номиналом в 30 эре Гитлер в рогатом шлеме викинга в окружении рыб плывёт в спасательном круге и говорит: нем. «Wir fahren gegen Engelland» («Мы воюем на море против Англии»).

##### Для Филиппин
На азиатско-тихоокеанском театре военных действий военно-пропагандистская филателия в силу более слабого понимания воюющими сторонами менталитета друг друга не получила большого развития, а их резидентуры в стане противника ограничивались лишь фальсификацией почтовых марок для своих нужд.
Свою роль сыграла и этническая некомплиментарность местного населения захваченных Японской империей европейских и американских колониальных владений ни к захватчикам, ни к прежним владельцам, а также предоставление японскими властями колониям большей самостоятельности, вплоть до формальной независимости (Индонезия, Бирма), — что позволяло японцам выглядеть в их глазах освободителями.
Однако США всё же попытались организовать пропагандистское обеспечение проамерикански ориентированного сопротивления — в частности, на Филиппинах. В ноябре 1943 года в Брисбене (Австралия) были отпечатаны пропагандистские марки с надписью англ. «Free Philippines / Guerrilla Postal Service» («Свободные Филиппины. Повстанческая почтовая служба») номиналами в 2 сентаво для 10-го военного района повстанческих сил на острове Минданао.
Конечно, речи на тот момент не шло об организации сколь-нибудь надёжного почтового сообщения в условиях подполья. Главной целью выпуска была моральная поддержка повстанцев. Сведения о тиражах крайне скудны. Предполагается, что всего было выпущено 5 тысяч листов таких марок по 25 штук в каждом, причём около 20 листов было доставлено на Минданао подводной лодкой американских ВМС «Нарвал» («Narwhal»). Эти повстанческие марки известны на конвертах писем повстанцев в США, доставлявшихся подлодками с Филиппин в Австралию и затем в Америку. Ныне каталожная стоимость экземпляра марки «Free Philippines Guerrilla Postal Service» — 300—400 долларов.
Аналогичный выпуск известен и на филиппинском острове Себу. В конце 1942 года местными «силами Южного Себу» были выпущены марки номиналами в 2, 4, 16 и 20 сентаво по 100 тысяч штук каждой с надписями «USAFFE» (от англ. «United States Armed Forces in the Far East» — Вооружённые силы Соединённых Штатов на Дальнем Востоке) и «SCF» («Southern Cebu Forces»). Большая часть этих марок во время и после войны была утрачена, поэтому сейчас они редки. Комплект всех номиналов оценивается в 1000 долларов США.

#### Германские марки-пародии
С 1940 года по распоряжению Адольфа Гитлера в концентрационном лагере Заксенхаузен (под Ораниенбургом близ Берлина), в числе прочего, был организован процесс массового выпуска поддельных чеков и банкнот Банка Англии (Bank of England) номиналами в 5, 10, 20 и 50 фунтов стерлингов, паспортов вражеских и нейтральных стран.
К концу 1943 года Заксенхаузен производил по миллиону фунтов стерлингов ежемесячно, причём после войны оказалось, что до 15 % находящихся в обращении купюр Банка Англии — фальшивки (из-за чего Великобритании пришлось изымать все купюры крупнее £5).
Предприятие возглавлялось штурмбаннфюрером СС Бернхардом Крюгером (Bernhard Krüger), из-за чего эта операция получила в дальнейшем неофициальное наименование операция «Бернхард».
С конца 1943 года рейхсфюрер СС Генрих Гиммлер, раздосадованный акциями британских спецслужб (см. выше), на существовавшей базе организовал в ответ выпуск германских марок-пародий. Вот как описываются детали в книге Бориса Кисина «Страна Филателия»:
Воскресный день 1943 года. Звучит сигнал тревоги. Двери бараков на запор! В одно мгновение всё замерло. Ни один заключённый не смеет выйти из барака. Но через окошечки тысячи настороженных глаз следят за тем, что происходит. Ворота блоков 17 и 18, отгороженных от остального лагеря многими рядами колючей проволоки и постами охраны, открываются. По пяти в ряд маршируют около 140 заключённых в прачечную и душевую лагеря. Но это не обычные заключённые — измождённые, полумёртвые от голода, ждущие смерти. Это сытые, хорошо выглядящие люди, не с обритыми наголо головами, а с аккуратными причёсками, в хорошо подогнанной, чистой и даже выглаженной лагерной одежде. У каждого в руках узелок и — чему трудно поверить — мыло. Эсэсовцы-охранники не бьют их, не кричат на них, как обычно. Они идут рядом, молчаливые и вежливые. Через полтора часа процессия возвращается обратно, в те же изолированные блоки, так же спокойно и дисциплинированно, как раньше, провожаемая такими же, как прежде, внимательными взглядами... Закрываются двери особых блоков. Конец лагерной тревоги
.
Для работы на этой фабрике в Заксенхаузен были собраны специалисты по печати, бумаге, гравёры, ретушёры, художники из числа заключённых. Администрации лагеря было приказано способствовать сохранению их нормальной работоспособности, им даже устраивались концерты, разрешалось слушать радио, играть в шахматы, карты, настольный теннис. Однако попытки саботажа, непригодность к работе, болезнь влекли для них смерть. Во время агонии Рейха в 1945 году этих заключённых перевезли в Маутхаузен, затем в Эбензее где должны были уничтожить, но так и не успели этого сделать.
За полтора года в рамках особой операции «Водяной знак» (нем. Unternehmen Wasserwelle) были спародированы три наиболее известных британских почтовых марки того времени — стандартной серии 1937 года (Sc #235—240) с изображением головы короля Георга VI (7000 листов по 192 марки), юбилейной марки 1935 года номиналом в полпенни в честь 25-летнего юбилея царствования Георга V (Sc #226) и почтовой марки 1937 года номиналом в 1,5 пенса (Sc #234) в честь коронации Георга VI (по 12 тыс. листов из 120 марок каждой).
Марки-пародии печатались на особой бумаге с водяным знаком в виде волнистых линий (отсюда название операции), остававшейся после печати продуктовых карточек (Lebensmittelmarke).
На пародии юбилейной марки (Sc #226) вместо профиля Георга V появился профиль улыбающегося Иосифа Сталина, текст «Серебряный юбилей / Полпенни» (англ. «Silver Jubilee / Half Penny») был заменён на «Эта война / еврейская война» («This war is a / Jewsh war») — причём с ошибкой («jewsh» вместо правильного «jewish»). Вместо дат 1910—1935 по бокам от портрета короля появились «1939—1944», в обрамлении были добавлены серпы и молоты, а корона была увенчана шестиконечной звездой Давида.
Долгое время считалось, что ошибка в слове «еврейская» — следствие намеренного тайного саботажа узников-изготовителей, однако по их свидетельствам, а также по мнению самого Бернхарда Крюгера (он прожил до 1989 года) это всего лишь недосмотр.
На германской пародии на коричнево-сиреневую почтовую марку, посвящённую коронации короля Георга VI (Sc #234), портрет его супруги королевы-консорт Елизаветы был заменён на бюст Сталина, вместо текста «Postage Revenue / 12 May 1937» («Почтовый и гербовый сбор») появилось «S. S. S. R. Britannia / Teheran 28.11.1943», королевская монограмма «GER» («George VI & Elisabeth Reign») превратилась в «SSSR», а королевская символика — в шести- и пятиконечные звёзды и серпы и молоты. Всё это должно было символизировать «брак» между Великобританией и СССР на Тегеранской конференции стран антигитлеровской коалиции.
Известны и шесть германских марок-пародий стандартной серии Великобритании (Sc #235—240) — зелёная полпенни, красная пенни, сиренево-коричневая 1½ пенса, оранжевая двупенсовая, синяя 2½ пенса и фиолетовая трёхпенсовая.
Портрет монарха изменений не претерпел, однако корона над ним была увенчана звездой Давида, она же появилась в шотландском чертополохе справа от короны, в английскую розу слева был вписан серп и молот и он же заменил сокращение «d» («denier») после номинала марки.
Этот выпуск надпечатывался множеством агитационных надписей. Например, словами «убийство» («MURDER») и «руины» («RUIN») между двумя бомбами; надписями, обличающими сионистский характер различных событий в странах-союзниках; пугающими надпечатками о предстоящем вторжении рейха в Великобританию; о «ликвидации империй» с обозначением внизу названий различных британских колоний (14 вариантов). Всего таких надпечатанных разновидностей, по подсчётам специалистов, к концу войны оказалось 192 штуки.
Все три сюжета германских марок-пародий существуют также на сувенирных листках с эмблемой британской королевской почты, серпом и молотом и надписями на английском и русском языках: «Special-stamp in memory of the first day of invasion», «Особые марки в память первого дня вторжения».
Кроме того, нацистская Германия в 1940—1944 годах больших количествах выпускал для обычного использования своим населением почтовые открытки с нарисованными на месте наклеивания почтовой марки виньетками-карикатурами на Черчилля, Чемберлена и Сталина.
Наиболее ненавистен германской пропаганде был Уинстон Черчилль, которого Гитлер называл «старый еврей». На большинстве «марок» с его изображением проставлен «номинал», перечёркнутая крест-накрест единица и надпись «Не сто́ит ломаного гроша» (нем. «Wert keinen Pfennig»), или просто написано «Бесполезная марка» («Wertlose Marke»). Черчилль изображался с переломленным о его голову британским военным кораблём, в форме военно-морского офицера с эполетами или в гражданском чёрном костюме с бабочкой, обязательно с сигарой во рту — символические атрибуты капиталиста-буржуя.

#### Казус с маркой Нарвика
Игры спецслужб друг с другом в ходе Второй мировой войны были порой настолько засекречены, а события на фронтах преподносили порой настолько неожиданные сюрпризы, в корне менявшие отношение к этим событиям, что время от времени на мировом филателистическом рынке становятся известными пропагандистские марки, принадлежность которых определить задним числом, по-видимому, невозможно.
Так произошло, например, с маркой, посвящённой победе при Нарвике. Этот город на севере Норвегии весной 1940 года несколько раз переходил из рук в руки (см. Битва при Нарвике). Немцы штурмом взяли его 9 апреля в ходе операции по захвату страны (Weserübung-Nord), объединённые англо-французские силы в мае вернули город себе и удерживали его до 9 июня, после чего сдали войскам Рейха снова.
Какая именно сторона и в какой момент решила отметить взятие, неизвестно. Специализированный каталог почтовых марок Германии «Михель» (Michel Deutschland Spezial Katalog) считает марку нацистской пропагандой и указывает, что она, возможно, печаталась на полях сувенирных листков ко дню рождения Гитлера образца 1937 года, но иллюстрации не приводит.
Некоторые филателистические издания придерживаются иных версий, тем более что марка известна в двух разновидностях — светло-синяя с водяным знаком из свастик и тёмно-синяя, причём на светло-синей на щите видно число «19». Впервые эта марка стала известна филателистам в конце 1950-х годов, хорошо сохранившийся экземпляр оценивается ныне каталогами более чем в 100 долларов США.

#### Советская военно-пропагандистская филателия
Как уже упоминалось выше, СССР не принимал участия в гонке марок-пародий. Однако с декабря 1941 года в Москве был организован выпуск пропагандистских маркированных открыток с напечатанной на обороте стандартной маркой номиналом в 6 пфеннигов с профилем Гинденбурга, в точности повторявших германский дизайн. Совокупно СССР выпустил за время войны 50 таких открыток, но только первая серия была снабжена марками. Ниже подробности о двух из них, выпущенных к рождеству 1941 года, когда шла битва за Москву.
Обе открытки (всего их в этой серии было пять) снабжены имитацией экспресс-ярлыка с надписью «Des Führers Weihnachtsbescherung» («Рождественский подарок фюрера»), ниже которого располагается короткий пропагандистский текст. Тираж каждой — 500 тысяч штук. Первая открытка изображала заснеженное солдатское кладбище с крестами, немецкими касками на них и надписью: «Lebensraum im Osten» («Жизненное пространство на востоке»)[≡]. Текст на её обороте:
Вот пространство, которое германские солдаты нашли на Восточном фронте. Два метра под землёй, а сверху берёзовый крест. Вдали от родины они сгинули, погибли. Падает снег и укрывает как саван, свистит ветер, каркают вороны: „Кар-р-р, солга-а-ал! Солга-а-ал!“. Гитлер солгал вам, германские солдаты. Он обещал вам захват Москвы, но это привело к увечиям и смерти. В сочельник германские женщины оплакивают жертв Гитлера. Вы, кто пока ещё жив, кончайте с Гитлером! Кончайте с войной!
На второй открытке изображен безногий солдат-инвалид, вернувшийся домой и обнимающий свою маленькую плачущую дочку единственной здоровой рукой. Позади него жена, без улыбки смотрящая на это. Текст на обороте:
Здоровый, с неповреждёнными членами, он пошёл на войну по приказу Гитлера. Вот каким он вернулся: калекой, сломленным, побитым человеком-развалиной. Для чего этот неудачник дал распорядиться своим телом, своим здоровьем, своей судьбой? Оно действительно того стоило? Германский солдат! Прежде чем станет слишком поздно — одумайся. Перестань быть безвольным заключённым, и война для тебя закончится.